# Konferenz von San Francisco

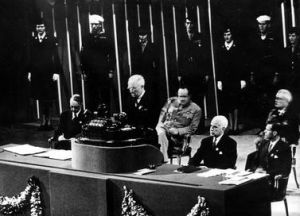
US-Präsident Truman bei der Eröffnungsrede

Die Konferenz von San Francisco, auch bekannt als United Nations Conference on International Organization, fand vom 25. April 1945 bis zum 26. Juni 1945 statt.
Die Konferenz erarbeitete die Charta der Vereinten Nationen, die am 26. Juni 1945 von 50 alliierten Staaten unterzeichnet wurde.
Nach der Erklärung der Atlantik-Charta 1941 durch die Vereinigten Staaten von Amerika und Großbritannien kam es durch die Mitarbeit der Sowjetunion und der Republik China an der neuen Friedensordnung nach dem Zweiten Weltkrieg zur Moskauer Deklaration der vier Mächte. Es sollte schnellstmöglich eine allgemeine, auf dem Prinzip der souveränen Gleichheit aller friedliebenden Staaten aufbauende Organisation zur Aufrechterhaltung des Friedens und der internationalen Sicherheit geschaffen werden.
Während des Zweiten Weltkriegs hatten sich die Völker, die sich gegen Deutschland, Italien, Japan und die von ihnen abhängigen Staaten verbündet hatten, als „Vereinte Nationen“ verstanden und bezeichnet. Aus diesen Bündnissen sollte nun eine Organisation aller Nationen der Welt werden.
Nach Einbeziehung Frankreichs in den Kreis der hauptverantwortlichen Mächte konnten die letzten strittigen Fragen der Charta der Vereinten Nationen auf der Konferenz von Jalta im Februar 1945 geklärt werden, so dass die Charta auf der Konferenz von San Francisco schließlich verabschiedet werden konnte.
Alle Teilnehmer der Konferenz gelten als Gründungsmitglieder der Vereinten Nationen. Indien und Neuseeland waren jedoch noch von Großbritannien abhängig, die Philippinen von den USA. In Anerkennung ihrer im Kampf gegen die Achsenmächte erbrachten immensen Opfer nahmen zudem die Sozialistischen Sowjetrepubliken der Ukraine und Weißrusslands nach einer Anpassung ihrer Verfassungen als formell eigenständige Länder teil. Damit verfügte die Sowjetunion über effektiv drei Sitze bei den Vereinten Nationen.
Die Feindstaatenklauseln der Charta bestimmten, dass die „Feindstaaten“, also Deutschland, Japan und die mit ihnen verbündeten Staaten, spätestens bei Abschluss von Friedensverträgen aufgenommen werden sollten. Auf der Konferenz von Potsdam einige Wochen später wurde dementsprechend beschlossen, dass das deutsche Volk die Möglichkeit erhalten sollte, „zu gegebener Zeit seinen Platz unter den freien und friedlichen Völkern der Welt einzunehmen“.
Unter den Küstenmammutbäumen im Muir Woods National Monument fand eine Gedenkfeier für den vor Konferenzbeginn verstorbenen Präsidenten Franklin D. Roosevelt statt.

## Teilnehmer
Ursprünglich waren 46 Länder nach San Francisco eingeladen, die den Achsenmächten den Krieg erklärt hatten. Die sozialistischen Sowjetrepubliken Weißrussland und Ukraine sowie das befreite Dänemark und das neutrale Argentinien wurden nachträglich eingeladen. Polen sandte keinen Delegierten, da die dortige Regierungszusammensetzung zu lange offen war. Es trat der Charta im Oktober bei und gilt als Ursprungsmitglied der Vereinten Nationen.
- Ägypten
- Argentinien
- Äthiopien
- Australien
- Belgien
- Bolivien
- Brasilien
- Chile
- China (Republik China)
- Costa Rica
- Dänemark
- Dominikanische Republik
- Ecuador
- El Salvador
- Frankreich
- Griechenland
- Guatemala
- Haiti
- Honduras
- Indien
- Königreich Irak
- Iran
- Jugoslawien
- Kanada
- Kolumbien
- Kuba
- Libanon (Mandatsgebiet)
- Liberia
- Luxemburg
- Mexiko
- Neuseeland
- Nicaragua
- Niederlande
- Norwegen
- Panama
- Paraguay
- Peru
- Philippinen
- Saudi-Arabien
- Sowjetunion
  -  Belorussische SSR (Sozialistische Sowjetrepublik)
  -  Ukrainische SSR (Sozialistische Sowjetrepublik)
- Südafrikanische Union
- Syrien (Mandatsgebiet)
- Tschechoslowakei
- Türkei
- Uruguay
- Venezuela
- Vereinigtes Königreich
- Vereinigte Staaten
- Polen (provisorische Regierung nicht anwesend)